# Alte Kirche Welbergen

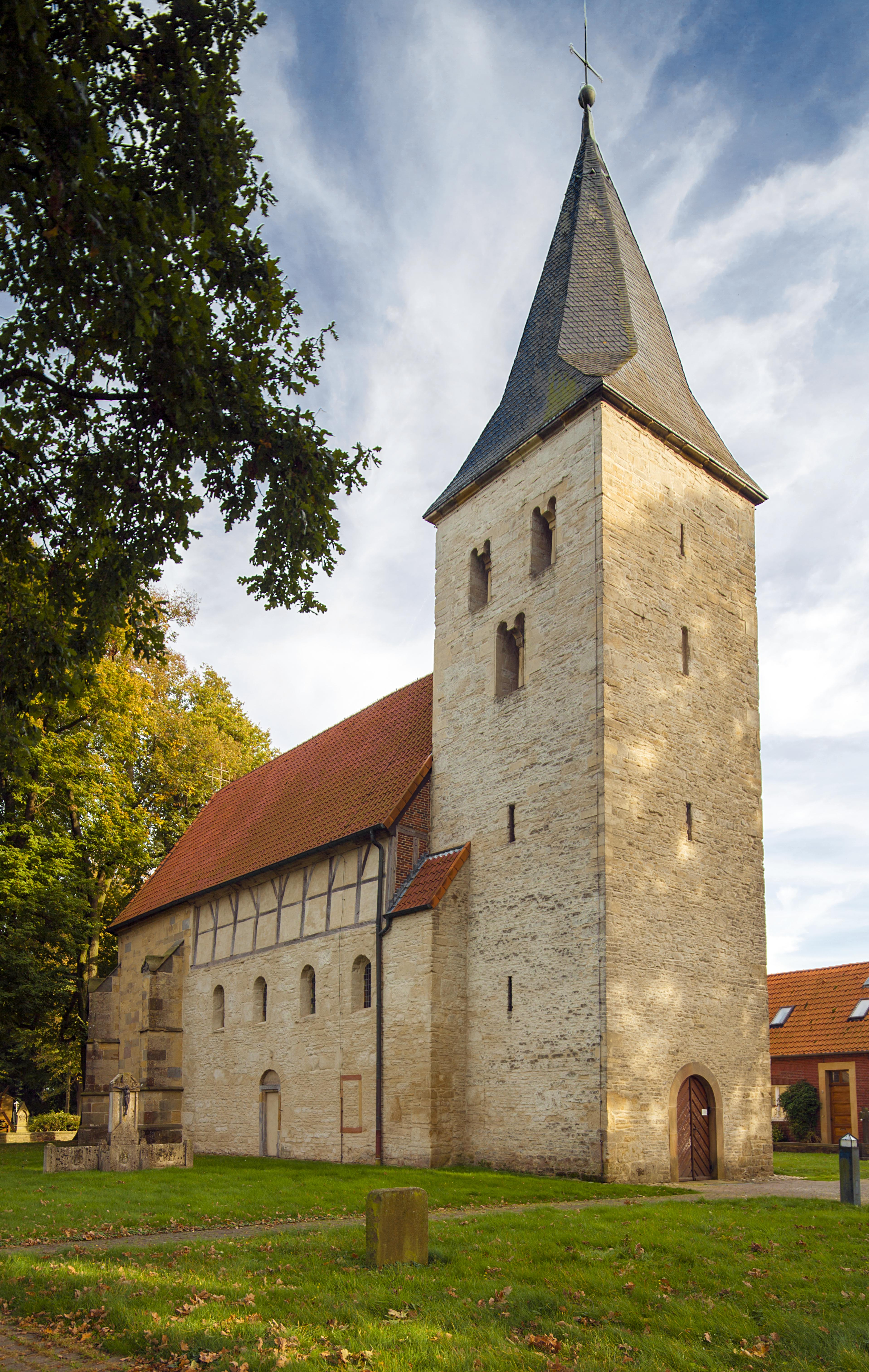
Alte Kirche in Welbergen

Die römisch-katholische denkmalgeschützte Alte Kirche Welbergen mit dem Patrozinium St. Dionysius steht in Welbergen, einem Stadtteil von Ochtrup im Kreis Steinfurt von Nordrhein-Westfalen. Sie war die Pfarrkirche von Welbergen, bis sie für diese Funktion nicht mehr ausreichte und 1908 von der an anderer Stelle erbauten neuen St.-Dionysius-Kirche abgelöst wurde.

## Beschreibung
Die romanische Saalkirche besteht aus einem Langhaus mit einem Kirchturm im Westen. 1511 wurde ein spätgotischer, dreiseitig geschlossener, mit Strebepfeilern gestützter Chor im Osten angebaut. Das Langhaus wurde aufgestockt, mit einem neuen Satteldach bedeckt und im Innenraum mit einem hölzernen Tonnengewölbe überspannt. Im 19. Jahrhundert wurde im Osten eine Sakristei angebaut, das Portal an der Nordseite des Langhauses vermauert und ein neues Portal an der Westseite des Kirchturms eingerichtet. Den schiefergedeckten, achtseitigen Knickhelm erhielt der Kirchturm 1954.